# Ute Wild
Ute Wild (* 14. Juni 1965 in Zschopau, nach Heirat Ute Nötzel) ist eine ehemalige Ruderin aus der Deutschen Demokratischen Republik. 1988 gelang ihr im Achter der Olympiasieg.
Nach Platz vier bei den Junioren-Weltmeisterschaften 1982 gewann sie 1983 den Titel im Vierer mit Steuerfrau. 1986 erhielt sie ihre erste Weltmeisterschaftsmedaille, als sie mit dem Achter den zweiten Platz hinter dem Boot aus der Sowjetunion belegte. 1987 siegte Ute Wild mit dem Achter bei der DDR-Meisterschaft. Bei der Weltmeisterschaft in Kopenhagen saß sie aber zusammen mit Kathrin Haacker im Zweier ohne, die beiden ruderten auf den zweiten Platz hinter den Rumäninnen Rodica Arba und Olga Homeghi. 1988 stiegen beide in den DDR-Achter um, bei den Olympischen Spielen 1988 in Seoul siegte der von Daniela Neunast gesteuerte Achter in der Besetzung Annegret Strauch, Judith Zeidler, Kathrin Haacker, Ute Wild, Anja Kluge, Ramona Balthasar, Beatrix Schröer und Ute Stange vor den Booten aus Rumänien und China. Für diesen Sieg wurde sie mit dem Vaterländischen Verdienstorden in Gold ausgezeichnet. 1989 gewann Ute Wild mit dem Achter die Silbermedaille hinter den Rumäninnen. Beim letzten Auftritt der DDR-Rudernationalmannschaft bei der Weltmeisterschaft auf dem Lake Barrington in Tasmanien erkämpfte Ute Wild mit dem Achter noch einmal eine Bronzemedaille.
Ute Wild ruderte unter dem Trainer Jörg Landvoigt bei der SG Dynamo Potsdam. Sie ist gelernte Facharbeiterin in der Lebensmittelindustrie.